# Lubelska Federacja Bardów
Lubelska Federacja Bardów (w skrócie: Federacja, LFB) – grupa lubelskich artystów z kręgu piosenki literackiej i poezji śpiewanej, sposobem organizacji przypominająca piwnice artystyczne.

## Skład zespołu
- Marek Andrzejewski − śpiew, kompozycje, teksty, gitara akustyczna
- Piotr Bogutyn − gitary
- Tomasz Deutryk − perkusja, śpiew
- Jan Kondrak − śpiew, kompozycje, teksty, gitara akustyczna
- Krzysztof Nowak − gitara basowa, kompozycje, śpiew
- Piotr Selim − śpiew, kompozycje, instrumenty klawiszowe
- Jolanta Sip − śpiew
- Katarzyna Wasilewska − skrzypce, śpiew

Byli członkowie zespołu:
- Igor Jaszczuk − śpiew, kompozycje teksty, obecny na trzech pierwszych płytach zespołu
- Paweł Odorowicz − altówka, śpiew, obecny na pięciu płytach (w tym "Klechdy Lubelskie", nieobecny na wcześniejszej "Tygiel").
- Marcin Różycki − śpiew, kompozycje, teksty, obecny na trzech pierwszych płytach zespołu
- Vidas Švagždys − gitara, kompozycje, kierownictwo muzyczne, obecny na trzech pierwszych płytach zespołu

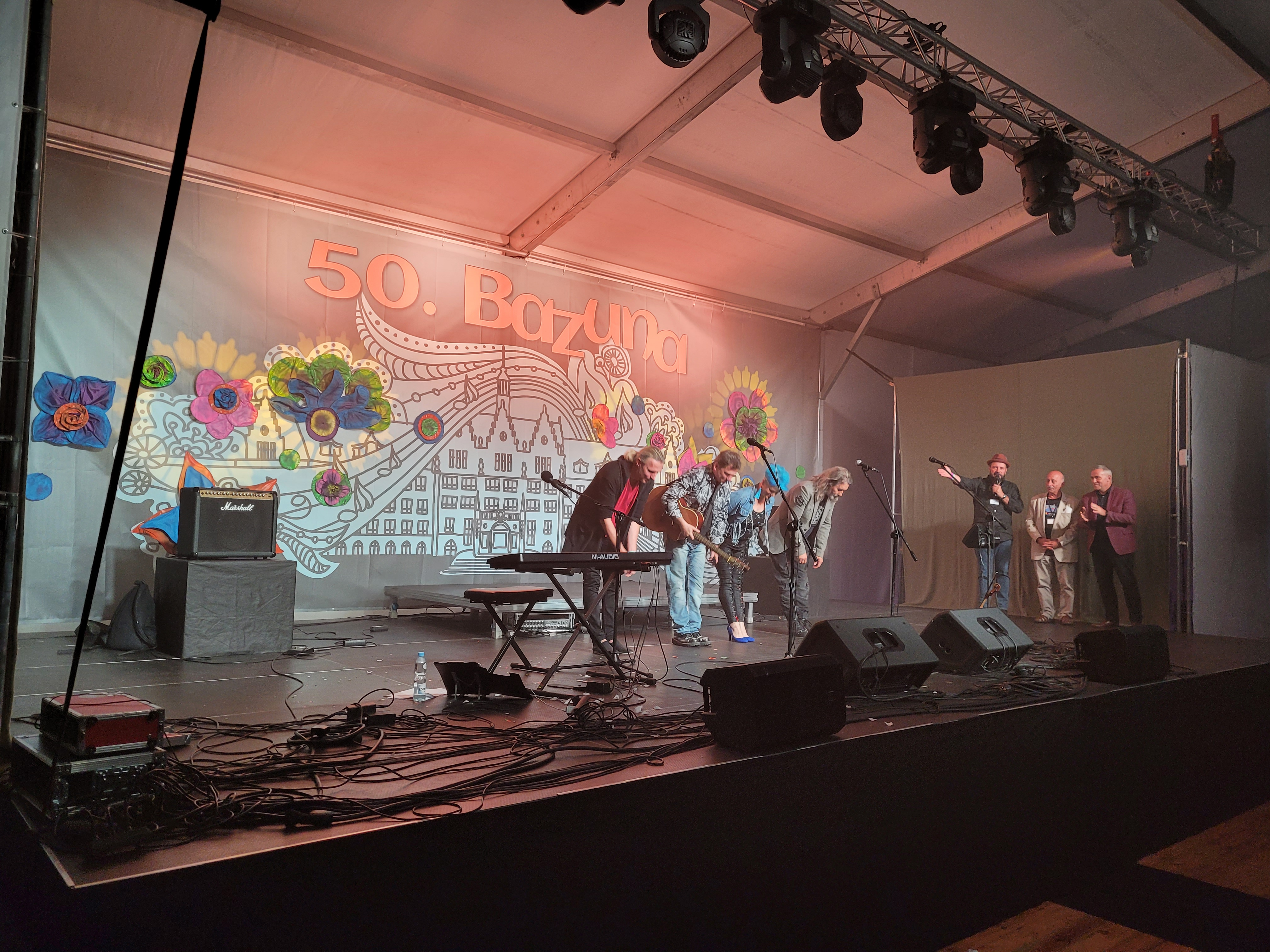
LFB, finał jubileuszowego 50. Festiwalu Bazuna, Politechnika Gdańska

## Dyskografia

### Nagrania koncertowe
- 1999 − Na żywo w Hadesie (1.05.1999, Kawiarnia Artystyczna Hades w Lublinie, debiut fonograficzny zespołu)
- 2000 − Miłość mi wszystko wyjaśniła (6.02.2000, Filharmonia Lubelska, z gościnnym udziałem Marka Matwiejczyka (bas) i Grupy MoCarta (kwartet smyczkowy))
- 2001 − LFB Kazimierzowi Grześkowiakowi (26.02.2000, Studio im. Agnieszki Osieckiej w Warszawie)
- 2004 − Imperium (9.10.2002, Studio Radia Kraków, z gościnnym udziałem Wojtka Cugowskiego (gitara))
- 2007 − Tygiel (25.02.2007, Kawiarnia Artystyczna Hades w Lublinie, z gościnnym udziałem Marka Tarnowskiego (akordeon) i Gabriela Tomczuka (kontrabas))
- 2008 − Klechdy lubelskie (26.07.2008, Muszla koncertowa Ogrodu Saskiego w Lublinie)
- 2009 − Dycha w Trójce (7.06.2009, Studio im. Agnieszki Osieckiej w Warszawie)
- 2015 − Koncert jubileuszowy (18.09.2014, Teatr Stary w Lublinie), podwójny album CD/DVD

### Nagrania studyjne
- 2012 − Stachura - Poematy (2012, Studio Lublin, premiera 1.12.2012)
- 2018 − Bardziej (2017, Adam Drath Studio)